# Antonio Cruz
Pour le joueur de baseball, voir Tony Cruz (baseball). Pour les homonymes, voir Cruz.
Antonio Cruz, né le 31 octobre 1971 à Long Beach (Californie, États-Unis), est un coureur cycliste américain.

## Palmarès
- 1999
  -  Champion des États-Unis du critérium
- 2000
  - 6e étape du Tour de Langkawi
  - 3e étape de la Solano Bicycle Classic
  - Xcelerate Road Race
  - 2e du championnat des États-Unis du critérium
  - 3e du Tour de Nez
- 2002
  - Nevada City Classic
- 2004
  - Classement général du Tour de Nez
  - 2e étape du Tour de l'Ain
  - 1re étape du Tour d'Espagne (contre-la-montre par équipes)
  - 2e de la Nevada City Classic
- 2006
  - Classement général du Tour de Nez
  - 2e du championnat des États-Unis du critérium
  - 3e de la Nevada City Classic
- 2007
  - 3e de la Nevada City Classic
- 2008
  - 3e étape du Rochester Omnium
  - 2e du Rochester Omnium
- 2009
  - 2e du championnat des États-Unis du critérium

## Résultats sur les grands tours

### Tour d'Italie
1 participation
- 2005 : 129e

### Tour d'Espagne
3 participations
- 2001 : 103e
- 2002 : 118e
- 2004 : 68e, vainqueur de la 1re étape (contre-la-montre par équipes)

## Classements mondiaux
| Année            | 2006 | 2007 | 2008 | 2009 |
| ---------------- | ---- | ---- | ---- | ---- |
| UCI America Tour | 199e |      | 63e  | 187e |
| UCI Europe Tour  |      |      |      | 509e |